# Classe Ardent (vascello)
La classe Ardent fu una classe di sette vascelli di terzo rango da 64 cannoni della Royal Navy, composta da sette unità costruite a partire dal 1764 su un progetto di Sir  Thomas Slade.